# Dargida jucunda
Dargida jucunda là một loài bướm đêm trong họ Noctuidae.